# Francesc Català-Roca
Francesc Català-Roca (Valls, Alt Camp, 19 de març de 1922 - Barcelona, 5 de març de 1998) fou un fotògraf català, fill del també fotògraf Pere Català i Pic i germà de Pere Català i Roca. És considerat per molts crítics el fotògraf català més important del segle xx.
Treballà per a les revistes i publicacions Revista, Destino, Gaceta Ilustrada o La Vanguardia. Durant aquests anys també realitzà fotografies per a cartells de cinema des del seu propi estudi, obert el 1948. El 1953 va fer la primera exposició individual dels seu treball de creació a la Sala Caralt de Barcelona, ja amb grans ampliacions, sense marc, vidre ni paspartú tal com ho farà al llarg de la seva vida. També va il·lustrar prop d'un centenar de llibres de temes artístics o de reportatges. Malgrat el tancament de les fronteres espanyoles des de la Guerra Civil fins a mitjans dels anys 50, que el va privar d'influències exteriors, la seva fotografia és sovint associada amb el concepte neorealista de la imatge, cercant sempre el punt de vista insòlit i, sobretot, l'ambientació humana del tema.
L'any 2022, en commemoració del centenari del seu naixement, va ser declarat Any Francesc Català-Roca. Va arrencar amb una exposició fotogràfica a Vic, de la mà de la comissària Laura Terré (filla del també fotògraf Ricard Terré), i es va anunciar que clouria amb una altra al MNAC. Terré també va explicar que s'estava elaborant un documental sobre l'obra del fotògraf i que s'estaven mantenint converses amb els festivals de fotografia Revela'T, Lumínic (Sant Cugat) i Mitgeres (Valls), i amb les sales d'exposicions La Virreina Centre de la Imatge, la Fundació Foto Colectania, el Centre de Fotografia KBr i l'Agrupació Fotogràfica de Catalunya, entre d'altres.

## Biografia
Els seus pares són el fotògraf Pere Català i Anna Roca. Va fer la seva primera fotografia als 7 anys. Des dels tretze anys feu d'ajudant del seu pare i eventualment de Josep Sala. Durant la Guerra Civil, pare i fill treballen al Comissariat de propaganda. Allà coneix, entre d'altres, els fotògrafs Gerda Taro i Robert Capa. El 1938 col·labora en el rodatge a Barcelona de la pel·lícula Espoir, d'André Malraux. L'any 1948, s'independitza i obre el seu laboratori. Guanya el concurs de cartells de la Casa Domecq, i amb l'import del premi salda el crèdit que havia demanat per muntar-se el laboratori.
L'any 1951 rep per primera vegada el premi Ciutat de Barcelona de fotografia que tornarà a guanyar l'any 1952 juntament amb el de cinema per la seva primera pel·lícula: La ciudad condal en otoño . L'any 1952 publica el primer llibre fotogràfic: La Sagrada Família i coneix Salvador Dalí. L'any 1953 coneix a Joan Miró i Josep Llorens Artigas amb als qui mantindrà una gran amistat. El 1958 comença la seva relació professional amb el Ministerio de Turismo español, que va consistir en muntar enormes plafons fotogràfics per l'Exposició Universal de Brussel·les. El 1965 comença a fer reproduccions de gran format en color i als anys 70 documentals sobre artistes plàstics com Miró, Chillida, Guinovart, etc., per encàrrec del galerista Aimé Maeght.
Al 1980 la pel·lícula Femme/Woman. A tapestry by Joan Miró sobre el tapís de Washington és guardonada amb el Premi The Golden Eagle.
Després de molts anys sense exposar, l'any 1982 a la galeria Maeght es fa l'exposició retrospectiva Francesc Català-Roca. Fotografies. Artistes. Arquitectura. Personatges. Toros. Un any després fa l'exposició Miró. Noranta anys i rep el "Premio Nacional de Artes Plásticas" que el Ministeri de Cultura concedeix per primera vegada a un fotògraf. El 1984 publica el llibre Miró. Noranta anys i el Museu Picasso li publica la carpeta Tauromàquia.
El 1987, per encàrrec de l'Ajuntament de Barcelona, fa un documental sobre la reconstrucció del pavelló Mies van der Rohe, i va a Nova York amb motiu de la retrospectiva organitzada per l'Spanish Institute.
L'any 1992 la Generalitat li concedeix el Premi Nacional d'Arts Plàstiques i la Creu de Sant Jordi, i rep també el Títol d'Honor de la Ciutat de Valls. Un any després, l'Ajuntament de Barcelona li concedeix la Medalla d'Or al Mèrit Artístic, i la Fundació Joan Miró li lliura el premi Ocell Solar.
Es relaciona amb altres fotògrafs de l'època com Agustí Centelles, Xavier Miserachs, Oriol Maspons, Colita, Joaquim Gomís, Joan Colom, Joaquim Fort de Ribot...
El 1988 l'Institut d'Estudis Vallencs va fer una exposició de fotografies seves d'obres d'Antoni Gaudí.
Francesc Català-Roca morí el 5 de març del 1998 per una aturada cardíaca als 75 anys.
El 2016 li van dedicar una exposició on diversos fotògrafs contemporanis reinterpretaven fotografies seves, i el 2022 el Museu d'Història de Catalunya va dedicar una retrospectiva a la nissaga dels Català.

## Premis i reconeixements
Ha rebut el premi Ciutat de Barcelona el 1951 i el 1952, els premis nacionals de les arts plàstiques del ministeri de cultura el 1983 i de la Generalitat de Catalunya el 1991, la Creu de Sant Jordi el 1992 i la Medalla d'Or al mèrit artístic el 1993. Els legítims hereus van dipositar l'Arxiu Professional del fotògraf a l'Arxiu Fotogràfic del COAC (Col·legi d'Arquitectes de Catalunya). Aquest Fons fotogràfic el componen més de 200.000 imatges.
Al novembre de 2023 finalitza un acord entre els hereus, el Departament de Cultura de la Generalitat de Catalunya i el Museu Nacional d'Art de Catalunya per traspassar el fons a l'Arxiu Nacional de Catalunya.

## Publicacions
Llista no completa de llibres que va il·lustrar
- Barcelona (1954)
- Tauromàquia (1962)
- Les cases pairals catalanes (1966)
- Els monestirs catalans (1968)
- El Pirineu (1970)
- Los campanarios de España (1972)
- Cerámica popular española (1973)
- Los espacios de Chillida (1974)
- Arquitectura de Sert (1977)
- Artesanía popular española (1977)
- El que hem menjat (1981)
- Veure Barcelona (1984)
- Història de l'Art Català (1983)

## Exposicions
Llista no completa d'exposicions destacades
- 1953 - Francisco Català Roca: Fotografias. Sala Caralt (Barcelona) i Centre de Lectura (Valls)
- 1966 - Les cases pairals catalanes. Col·legi d'Arquitectes de Catalunya (Barcelona).
- 1982 - Monocle, bisturí i Luna-Park. Galeria René Metras (Barcelona)
- 1982 - Francesc Català-Roca. Fotografies: artistes, arquitectura, personatges, toros. Galeria Maeght (Barcelona)
- 1983 - Miró. 90 anys. Barcelona, Palma i Bogotà.
- 1984 - Personajes de los años 50. Biblioteca Nacional (Madrid). Itinerància 1984-1987.
- 1984 - Tauromàquia. Museu Picasso (Barcelona).
- 1993 - Mirar Miró: El Joan Miró de Català-Roca. La Pedrera (Barcelona) i Museu de Valls.
- 1998 - Passin i vegin!. Alella.
- 2000 - Una nova mirada. Fundació Joan Miró (Barcelona).
- 2003 - Barcelona/Madrid, años cincuenta. Museo Reina Sofia (Madrid).
- 2004 - El Dalí de Català-Roca. Valls, Tarragona i Mataró.
- 2011 - Català-Roca, exposició antològica. La Pedrera (Barcelona).[14]
- 2014 - Català-Roca. Retrats: Museu d'Art Jaume Morera (Lleida) i el 2016 a la Casa Lluvià (Manresa)[15] i al Col·legi d’Arquitectes d’Osona (Vic).[16]
- 2018 - Català-Roca i els seus amics artistes. Museu de Valls.[17]
- 2018 - Català-Roca en Galicia 1956-1976. Auditorio de Galicia (Santiago de Compostela).
- 2022 - Els Català. Fotografs d'un segle. Museu d'Història de Catalunya (Barcelona).[18]
- 2022 - Francesc Català-Roca i els fotògrafs del seu temps. Museu de Valls.[19]